# Ернанес
Ернанес (порт. Hernanes, нар. 29 травня 1985, Аліанса) — бразильський футболіст, півзахисник туринського «Ювентуса».
Насамперед відомий виступами за клуби «Сан-Паулу» та «Лаціо», а також національну збірну Бразилії.

## Клубна кар'єра
Народився 29 травня 1985 року в місті Аліанса. 
Футбольна кар'єра Ернанеса почалася 1999 року. Тоді він вступив до молодіжної академії клубу «Унібол Пернамбуко», в якій перебував протягом року. 2001 року Ліма був помічений скаутами «Сан-Паулу». Ернанес був запрошений на перегляд в академію клубу, після чого отримав пропозицію приєднатися до команді на постійній основі. Ернанес відповів згодою та протягом трьох років, до 2004 року, був учнем академії «Сан Паулу».
У дорослому футболі дебютував 2005 року виступами за «Сан-Паулу», в якій провів один сезон, взявши участь у 18 матчах чемпіонату, після чого протягом року на правах оренди захищав кольори «Санту-Андре». Своєю грою в оренді привернув увагу представників тренерського штабу клубу «Сан-Паулу», до складу якого повернувся на початку 2007 року. Цього разу відіграв за команду із Сан-Паулу наступні три сезони своєї ігрової кар'єри. Більшість часу, проведеного у складі «Сан-Паулу», був основним гравцем команди, вигравши за цей час двічі чемпіонат Бразилії, тричі ставав найкращим гравцем чемпіонату, на своїй позиції 2008 року став найкращим футболістом Бразилії.
До складу «Лаціо» приєднався 6 серпня 2010 року за 11,1 млн євро, підписавши п'ятирічний контракт. Відіграв за «біло-блакитних» 118 матчів в національному чемпіонаті.
31 січня 2014 року було оголошено про перехід гравця до міланського «Інтернаціонале», з яким він уклав контракт до 30 червня 2018 року.
31 серпня 2015 року Ернанес за 11 млн євро перейшов до туринського «Ювентуса». 

## Виступи за збірні
2008 року захищав кольори олімпійської збірної Бразилії на Олімпійських іграх у Пекіні, на якому команда здобула бронзові олімпійські нагороди. У складі цієї команди провів 7 матчів, забив 1 гол.
26 березня 2008 року дебютував в офіційних матчах у складі національної збірної Бразилії в товариській грі зі збірною Швеції.
У складі збірної був учасником розіграшу Кубка Конфедерацій 2013 року у Бразилії.
Наразі провів у формі головної команди країни 27 матчів, забив 2 голи.

## Статистика виступів

### Статистика клубних виступів
Станом на кінець сезону 2014-15
| Сезон                      | Команда                    | Чемпіонат                  | Чемпіонат | Чемпіонат | Національний кубок | Національний кубок | Національний кубок | Континентальні кубки | Континентальні кубки | Континентальні кубки | Інші змагання | Інші змагання | Інші змагання | Усього | Усього |
| Сезон                      | Команда                    | Ліга                       | Ігор      | Голів     | Ліга               | Ігор               | Голів              | Ліга                 | Ігор                 | Голів                | Ліга          | Ігор          | Голів         | Ігор   | Голів  |
| -------------------------- | -------------------------- | -------------------------- | --------- | --------- | ------------------ | ------------------ | ------------------ | -------------------- | -------------------- | -------------------- | ------------- | ------------- | ------------- | ------ | ------ |
| 2005                       | «Сан-Паулу»                | A                          | 18        | 3         | КБ                 | 8                  | 1                  | ПАК                  | 5                    | 1                    | —             | —             | —             | 31     | 5      |
| 2006                       | «Санту-Андре»              | B                          | 23        | 6         | КБ                 | 8                  | 1                  | —                    | —                    | —                    | —             | —             | —             | 31     | 7      |
| 2007                       | «Сан-Паулу»                | A                          | 31        | 3         | КБ                 | 12                 | 2                  | ПАК                  | 4                    | 0                    | —             | —             | —             | 47     | 5      |
| 2008                       | «Сан-Паулу»                | A                          | 24        | 4         | КБ                 | 11                 | 2                  | КЛ                   | 11                   | 0                    | —             | —             | —             | 46     | 6      |
| 2009                       | «Сан-Паулу»                | A                          | 33        | 6         | КБ                 | 13                 | 3                  | КЛ                   | 10                   | 1                    | —             | —             | —             | 56     | 10     |
| 2010                       | «Сан-Паулу»                | A                          | 11        | 2         | КБ                 | 11                 | 1                  | КЛ                   | 12                   | 4                    | —             | —             | —             | 34     | 7      |
| Усього за «Сан-Паулу»      | Усього за «Сан-Паулу»      | Усього за «Сан-Паулу»      | 117       | 18        |                    | 55                 | 9                  |                      | 42                   | 6                    |               |               |               | 214    | 33     |
| 2010-11                    | «Лаціо»                    | A                          | 36        | 11        | КІ                 | 1                  | 1                  | —                    | —                    | —                    | —             | —             | —             | 37     | 12     |
| 2011-12                    | «Лаціо»                    | A                          | 31        | 8         | КІ                 | 2                  | 1                  | ЛЄ                   | 9                    | 2                    | —             | —             | —             | 42     | 11     |
| 2012-13                    | «Лаціо»                    | A                          | 34        | 11        | КІ                 | 5                  | 2                  | ЛЄ                   | 14                   | 1                    | —             | —             | —             | 53     | 14     |
| 2013-14                    | «Лаціо»                    | A                          | 15        | 2         | КІ                 | 0                  | 0                  | ЛЄ                   | 6                    | 1                    | СКІ           | 1             | 0             | 22     | 3      |
| Усього за «Лаціо»          | Усього за «Лаціо»          | Усього за «Лаціо»          | 116       | 32        |                    | 8                  | 4                  |                      | 29                   | 4                    |               | 1             | 0             | 154    | 40     |
| 2013-14                    | «Інтернаціонале»           | A                          | 14        | 2         | КІ                 | 0                  | 0                  | —                    | —                    | —                    | —             | —             | —             | 14     | 2      |
| 2014-15                    | «Інтернаціонале»           | A                          | 26        | 5         | КІ                 | 1                  | 0                  | ЛЄ                   | 9                    | 0                    | —             | —             | —             | 36     | 5      |
| Усього за «Інтернаціонале» | Усього за «Інтернаціонале» | Усього за «Інтернаціонале» | 40        | 7         |                    | 1                  | 0                  |                      | 9                    | 0                    |               |               |               | 50     | 7      |
| 2015-16                    | «Ювентус»                  | A                          | 1         | 0         |                    | 0                  | 0                  | ЛЧ                   | 1                    | 0                    | —             | —             | —             | 2      | 0      |
| Усього за «Ювентус»        | Усього за «Ювентус»        | Усього за «Ювентус»        | 1         | 0         |                    |                    |                    |                      | 1                    | 0                    |               |               |               | 2      | 0      |
| Усього за кар'єру          | Усього за кар'єру          | Усього за кар'єру          | 298       | 63        |                    | 72                 | 14                 |                      | 81                   | 10                   |               | 1             | 0             | 452    | 87     |

### Статистика виступів за збірну
Станом на 18 червня 2013
| Дата       | Місто                    | Господарі            | Результат | Гості    | Турнір                  | Голи | Примітки |
| ---------- | ------------------------ | -------------------- | --------- | -------- | ----------------------- | ---- | -------- |
| 26-03-2008 | Лондон                   | Швеція               | 0 – 1     | Бразилія | товариський матч        | -    | 64'      |
| 10-08-2010 | Іст-Резерфорд            | США                  | 0 – 2     | Бразилія | товариський матч        | -    | 59'      |
| 09-02-2011 | Сен-Дені (Сена-Сен-Дені) | Франція              | 1 – 0     | Бразилія | товариський матч        | -    | 40'      |
| 08-10-2011 | Сан-Хосе (Коста-Рика)    | Коста-Рика           | 0 – 1     | Бразилія | товариський матч        | -    | 46'      |
| 11-10-2011 | Торреон                  | Мексика              | 1 – 2     | Бразилія | товариський матч        | -    | 90'      |
| 10-11-2011 | Лібревіль                | Габон                | 0 – 2     | Бразилія | товариський матч        | 1    |          |
| 14-11-2011 | Ар-Раян                  | Єгипет               | 0 – 2     | Бразилія | товариський матч        | -    |          |
| 28-02-2012 | Санкт-Галлен             | Боснія і Герцеговина | 1 – 2     | Бразилія | товариський матч        | -    | 67'      |
| 21-03-2013 | Женева                   | Італія               | 2 – 2     | Бразилія | товариський матч        | -    | 62', 90' |
| 25-03-2013 | Лондон                   | Бразилія             | 1 – 1     | Росія    | товариський матч        | -    | 72'      |
| 02-06-2013 | Ріо-де-Женейро           | Бразилія             | 2 – 2     | Англія   | товариський матч        | -    | 46'      |
| 09-06-2013 | Порту-Алегрі             | Бразилія             | 3 – 0     | Франція  | товариський матч        | 1    | 82'      |
| 09-06-2013 | Бразиліа                 | Бразилія             | 3 – 0     | Японія   | Кубок Конфедерацій 2013 | 1    | 75'      |
| Усього     |                          | Матчів               | 13        |          | Голів                   | 2    |          |

## Титули і досягнення

### Командні
- Бронзовий олімпійський призер: 2008
- Чемпіон Бразилії: (2):

«Сан-Паулу»: 2007, 2008
- Чемпіон Італії (1):

«Ювентус»: 2015–16
- Володар Кубка Італії (2):

«Лаціо»: 2012-13
«Ювентус»: 2015-16
- Володар Кубка конфедерацій (1):

Збірна Бразилії: 2013

### Особисті
- Срібний м'яч (Бразилія): 2007, 2008
- Футболіст року в Бразилії: 2008